# Mycophila
Mycophila is een muggengeslacht uit de familie van de galmuggen (Cecidomyiidae).

## Soorten
- M. barnesi Edwards, 1938
- M. fungicola Felt, 1911
- M. lampra Pritchard, 1947
- M. nikoleii Mohn, 1960
- M. speyeri (Barnes, 1926)